# Helen Clarke
Helen Clarke (djevojački Helen Margaret Shearer) (Auckland, Novi Zeland 16. travnja 1971.) je bivša novozelandska hokejašica na travi. Igrala je na položaju vratarke.
Svojim igrama je izborila mjesto u novozelandskoj izabranoj vrsti, a njen pristup igri joj je donio i mjesto kapetanice u djevojčadi (SP 2002.).
Sudjelovala je na tri Olimpijade, dvjema Igrama Commonwealtha, dva SP-a i četiri Trofeja prvakinja. Nakon OI u Ateni 2004. se povukla iz aktivnog športa. Ukupno je ostvarila 166 nastupa za novozelandsku reprezentaciju.
Predavala je tjelesni i engleski na Mt Roskill Grammar School u Aucklandu.[nedostaje izvor]
2005. je dobila veliko novozelandsko odlikovanje Reda zaslužnih. 

## Sudjelovanja na velikim natjecanjima
- 1992.: OI u Barceloni, 8. mjesto
- 1998.: Igre Commonwealtha u Kuala Lumpuru, brončano odličje
- 1998.: SP u Utrechtu, 6. mjesto
- 1999.: Trofej prvakinja u Brisbaneu, 5. mjesto
- 2000.: izlučna natjecanja za OI 2000., održana u Milton Keynesu, 1. mjesto
- 2000.: OI u Sydneyu, 6. mjesto
- 2000.: Trofej prvakinja u Amstelveenu, 6. mjesto
- 2001.: Trofej prvakinja u Amstelveenu, 5. mjesto
- 2002.: SP u Perthu, 11. mjesto (kapetanica momčadi)
- 2002.: Igre Commonwealtha u Manchesteru, 4. mjesto
- 2002.: Trofej prvakinja u Macau, 5. mjesto
- 2003.: Champions Challenge u Cataniji, 4. mjesto
- 2004.: izlučna natjecanja za OI 2004., održana u Aucklandu, 3. mjesto
- 2004.: OI u Ateni. 6. mjesto

## Nagrade
- New Zealand Order of Merit 2005. [nedostaje izvor]